# Groningse Bachvereniging
Die Groningse Bachvereniging war ein niederländischer Chor, der von 1945 bis 1989 bestand und durch seine Aufführungen von Barockmusik in Historischer Aufführungspraxis bekannt wurde.

## Geschichte
Johan van der Meer gründete den Chor im Jahr 1945 auf Aufregung von Gerardus van der Leeuw, der ebenso wie Van der Meer ein Anhänger der Musik Johann Sebastian Bachs war. Kennzeichnend für die Zusammensetzung des Chors war von Anfang an die Mischung aus Amateuren und semi-professionellen Sängern, darunter in der Anfangszeit zahlreiche Mitglieder der Reichsuniversität Groningen. Während für die großen Oratorien von Johann Sebastian Bach über 40 Sängerinnen und Sänger eingesetzt wurden, sang 1981 ein Auswahlchor die sechsstimmige Johannespassion von Johann Christoph Demantius, wobei jede Stimme dreifach besetzt wurde.
In dem ersten Vierteljahrhundert seines Bestehens war die Groningse Bachvereniging auf keine Stilperiode festgelegt und präsentierte Musik aus allen Epochen vom 15. bis 20. Jahrhundert und von unterschiedlichsten Komponisten. Die Werke Bachs nahmen jedoch einen prominenten Platz ein. Im Jahr 1947 führte die Groningse Bachvereniging als erster europäischer Chor die Bach-Motetten nicht a cappella, sondern mit instrumentaler Begleitung auf, entsprechend den eigenhändigen Instrumentalstimmen Bachs bzw. der üblichen barocken Aufführungstradition. 1955 erhielt die Bachvereinigung den Kulturpreis der Provinz Groningen.
Das Jahr 1970 bildete in der Chorgeschichte eine entscheidende Wegmarke, indem van der Meer sich ganz der Barockmusik in Historischer Aufführungs- und Chorpraxis zuwandte. Bis zu diesem Zeitpunkt war „Noordelijk Filharmonisch Orkest“ der ständige Begleitung für den Chor gewesen. Als das Orchester für die Aufführung von Bachs Magnificat nicht zur Verfügung stand, lud van der Meer Nikolaus Harnoncourt und dessen Concentus Musicus Wien in die Niederlande ein und führte das Magnificat in den Niederlanden zum ersten Mal in historischer Besetzung auf.
1973 folgte die niederländische Premiere von Bachs Matthäus-Passion mit Originalinstrumenten in authentischer Spielweise. Das Orchester setzte sich aus Mitgliedern des Leonhardt-Consort, des Alarius Ensemble und „musica da camera“ zusammen. Vokalisten waren Marius van Altena (Evangelist), Max van Egmond (Christus), drei Knabensolisten des Tölzer Knabenchors, René Jacobs (Altus), Harry Geraerts und Michiel ten Houte de Lange (Tenor) sowie Frits van Erven Dorens und Harry van der Kamp (Bass). An der Orgel wirkten Ton Koopman und Bob van Asperen. Aufgrund der Konkurrenz zu den traditionellen Passionsaufführungen der Nederlandse Bachvereniging in Naarden und einer möglichen Rufschädigung der Groningse Bachvereniging aus dem Weg zu gehen, fanden die Aufführungen in Sappemeer und Schiedam statt. Die Konzerte erregten großes Aufsehen und etablierten die Groningse Bachvereniging und die historische Aufführungspraxis in den Niederlanden. 1975 folgte ein Konzert mit Bachs h-Moll-Messe (mit La Petite Bande unter Sigiswald Kuijken) und 1979 seine Johannes-Passion (mit Fiori musicali unter Thomas Albert). Ein anderer Partner war Ton Koopman und sein Amsterdam Baroque Orchestra. Neben Bach standen Vokalkompositionen von Josquin Desprez, Heinrich Schütz, Jan Pieterszoon Sweelinck und Georg Friedrich Händel auf dem Programm.
Im Gegensatz zu den meisten anderen Vertretern der Alte-Musik-Bewegung war van der Meer kein Freund der schnellen Tempi. Ihm war an einer deutlichen und dramatischen Textdeklamation im Sinne der barocken musikalischen Rhetorik gelegen. Die Groningse Bachvereniging war für ihren vibratolosen, fast schneidenden Klang mit reinen Intervallen, das Messa di voce in Form eines An- und Abschwellens auf langen Tönen und eine deutlich Markierung der betonten Zählzeiten im Takt bekannt.
Van der Meers Abschiedskonzert bildete im Jahr 1982 die Aufführung von Händels Israel in Egypt, an der Fiori musicali und drei Posaunisten der Musicalischen Compagney mitwirkten. Bei der Eröffnung des Dollart-Festivals 1983 führte ein speziell zusammengestellter Chor die Motetten und Fest- und Gedenksprüche von Johannes Brahms in barocker Manier auf. Nachdem van der Meer die Groningse Bachvereniging fast 40 Jahre lang geleitet hatte, gestaltete sich die Suche nach einem Nachfolger als schwierig. Nach einer Übergangsphase mit Jos van Veldhoven als Gastdirigent übernahm Rein de Vries die Nachfolge, der bisher im Bass mitgesungen hatte. Im Jahr 1989 ging die Groningse Bachvereniging in die Capella Groningen auf.

## Aufnahmen/Tonträger
Die Schallplatten- und Kassettenaufnahmen wurden ohne eine entsprechende Firma produziert und sind bisher nicht auf CD erschienen.
- Heinrich Schütz: Symphoniae sacrae. Groningse Bachvereniging, Berliner Ensemble für Alte Musik, 1972.
- Johann Sebastian Bach: Matthäus-Passion (Auszüge). Solisten des Tölzer Knabenchors, René Jacobs, Marius van Altena, Harry Geraerts, Michiel ten Houte de Lange, Max van Egmond, Harry van der Kamp, Frits van Erven Dorens, Groningse Bachvereniging, Leonhardt-Consort, Alarius Ensemble, musica da camera, 1973.
- Jan Pieterszoon Sweelinck: Pseaumes de David. Groningse Bachvereniging, 1974.
- Johann Sebastian Bach: Hohe Messe (Auszüge). Knabensopran des Tölzer Knabenchors, Kevin Smith, Marius van Altena, Max van Egmond, Groningse Bachvereniging, La Petite Bande, 1975.
- Johann Sebastian Bach: Johannes-Passion. Marjanne Kweksilber, Charles Brett, Marius van Altena, Harry Geraerts, Max van Egmond, Harry van der Kamp, Groningse Bachvereniging, Fiori musicali, 1979.
- Christoph Demantius: Deutsche Passion nach dem Evangelisten St. Johanne und Weissagung nach Jesaja 53 sowie Orgelwerke von Samuel Scheidt. Groningse Bachvereniging, Cleveland Johnson, 1981.
- Georg Friedrich Händel: Israel in Egypt. Mieke van der Sluis, Hedwig van der Meer, John York Skinner, Theo Altmeyer, Peter Kooy, Harry van der Kamp, Groningse Bachvereniging, Fiori musicali, 1983.